# نیو پیتسبورگ (ایندیانا)
نیو پیتسبورگ (به انگلیسی: New Pittsburg) یک منطقهٔ مسکونی در ایالات متحده آمریکا است که در شهرستان رندولف، ایندیانا واقع شده‌است. نیو پیتسبورگ ۳۱۵ متر بالاتر از سطح دریا واقع شده‌است.